# セクシャリティ (映画)
『セクシャリティ』（英: Lime Salted Love）は、2006年に製作されたアメリカ合衆国の映画。日本では劇場未公開。クリスタナ・ローケン主演。

## キャスト
※括弧内は日本語吹替
- ゼファー - クリスタナ・ローケン（深水由美）
- エリー - ダニエル・アグネロ（福脇慶子）
- チェイス - ジョー・ホール（宮本充）
- デヴィッド - デヴィッド・J・オドネル（御園行洋）
- スリンク - ジョージ・カスタネダ（古宮吾一）
- イザベラ - ケイト・デル・カスティーリョ
- ゼファーの義父 - ビリー・ドラゴ